# 三重県立尾鷲高等学校
三重県立尾鷲高等学校（みえけんりつ おわせこうとうがっこう）は、三重県尾鷲市古戸野町にある県立高等学校。全日制課程と定時制課程を併設する。同県北牟婁郡紀北町に分校の長島校（旧・三重県立長島高等学校）があった。
通称は「鷲高」（しゅうこう）、地元では「尾高」（おこう）と呼ばれている。

## 設置学科
- 全日制課程
  - 普通科
    - プログレッシブコース
    - スタンダードコース

  - 情報ビジネス科
  - システム工学科
- 定時制課程
  - 普通科

## 沿革
- 1922年（大正11年） - 三重県立尾鷲高等女学校が開校。4年制で、初年度の入学試験合格者は93名（募集人数：100名）であった[2]。
- 1923年（大正12年） - 尾鷲町立尾鷲中学校が開校。開校当初は尾鷲尋常高等小学校の教室を借用して授業が行われた[3]。
- 1926年（大正15年） - 尾鷲中学校が三重県に移管され、三重県立尾鷲中学校となる[3]。
- 1948年（昭和23年）
  - 5月23日 - 尾鷲高等女学校と尾鷲中学校を統合し、三重県尾鷲高等学校が発足[4]。普通科・家庭科を設置する[5]。旧尾鷲高女・旧尾鷲中学ともに校舎が新制中学校に貸与されていたため、尾鷲小学校の一部を借用して授業が行われた[4]。
  - 8月1日 - 長島町に分校として夜間定時制課程を設置[4]。
- 1949年（昭和24年）4月 - 旧尾鷲高女の校地返還により、同地に移転[5]。
- 1950年（昭和25年）
  - 3月31日 - 商業科を設置[5]。
  - 4月 - 定時制課程が三重県長島高等学校として独立[5]。旧尾鷲中学の校地（矢浜）が返還を受け、校舎を併用する[5]。校名を三重県立尾鷲高等学校に改称[6]。
- 1951年（昭和26年）
  - 3月 - 水産課程を設置[5]。
  - 11月22日 - 昭和天皇が行幸（昭和天皇の戦後巡幸）[7]。
  - 12月 - 町立尾鷲中学校と校舎交換を行い、矢浜校舎を譲渡し、古戸野の町立尾鷲中学校校舎を譲受する[5]。
- 1960年（昭和35年）4月1日 - 水産課程を電波課程に改組[6]。
- 1962年（昭和37年）12月27日 - 電波課程を廃止[6]。
- 1963年（昭和38年）2月 - 体育館を新築[8]。
- 1967年（昭和42年）3月 - 校舎を新築[8]。
- 2001年（平成15年）4月 - 三重県立尾鷲工業高等学校と統合し、システム工学科を新設。
- 2002年（平成17年）4月 - 普通科に特進クラスに当たるプログレッシブコースを新設、商業科を情報ビジネス科に名称変更。
- 2005年（平成17年）4月 - 三重県立長島高等学校と統合し、尾鷲高等学校長島校とする。
- 2008年（平成20年） - 長島校募集停止。
- 2010年（平成22年）3月6日 - 長島校で卒業式及び閉校式を挙行[9]。
- 2011年（平成23年）9月5日 - 平成23年台風第12号により、浸水被害を受ける[10]。
- 2016年（平成28年）10月 - システム工学科2年生が文化祭で梶賀のあぶりを作るために専用のコンロを3台制作し、文化祭後に地域おこし協力隊に提供する[11]。
- 2018年（平成30年）7月10日 - 2019年度から、定員の5％（情報システム科、システム工学科は部活限定無し、普通科プログレッシブコースは競泳競技希望者対象）を上限に三重県外からの入学を認めることを県教委が発表。

### 開校の経緯
明治時代には尾鷲から上級学校へ進む者は稀であったが、大正時代になると毎年20人前後が進学するようになった。しかし、当時尾鷲から上級学校へ進むには津市か宇治山田市（現在の伊勢市）まで出る必要があったことと、近隣の南牟婁郡木本町（現在の熊野市）でも県立中学校の設置運動が展開されていたことがあり、尾鷲町議会でも1915年（大正4年）6月より中学校設置問題が議論されるようになった。1919年（大正8年）に三重県が中学校を3校新設することを発表すると設置運動は過熱、三重県庁への嘆願や町民大会で設置経費を全額町民負担とすることを決議するに至った。しかし、同年7月11日に中学校の新設が決まったのは木本町だったため尾鷲町民は激昂、津市へ大挙して押し掛けようとして尾鷲警察署から巡査が駆け付け説得に当たる騒ぎとなった。結局、尾鷲町は県立中学校を諦め、郡立による中学校の設置に方針転換した。
その後、尾鷲町民の中等教育機関設置の熱意に応じて時の北牟婁郡長・後藤一郎らは三重県知事・山脇春樹に働きかけ、三重県立尾鷲高等女学校の設立認可に漕ぎ着けた。1922年（大正11年）1月31日のことである。建設には土井八郎兵衛が多額の寄付を行ったため、尾鷲高女は「土井学校」と呼ばれた。入学試験は1922年（大正11年）3月30日に行われ、地元北牟婁郡は元より北勢の桑名郡や員弁郡、更に奈良県や和歌山県からも受験生を集めた。
一方、男子のための中等教育機関は郡立で設置が試みられたものの、郡内町村の財政負担問題で遅々として進まなかったため、尾鷲町単独での設置を1923年（大正12年）2月23日に議決した。同年3月16日に設置認可が下り、4月24日・25日の2日間入学試験が実施された。

## 交通
- JR紀勢本線尾鷲駅より徒歩約10分
- 三重交通松阪熊野線尾鷲市病院前バス停、尾鷲市ふれあいバス尾鷲総合病院バス停より徒歩約1分

## 学校周辺
- 中村山公園（中村山城址）
- 国道42号
- 尾鷲駅
- 尾鷲市役所
- 尾鷲総合病院

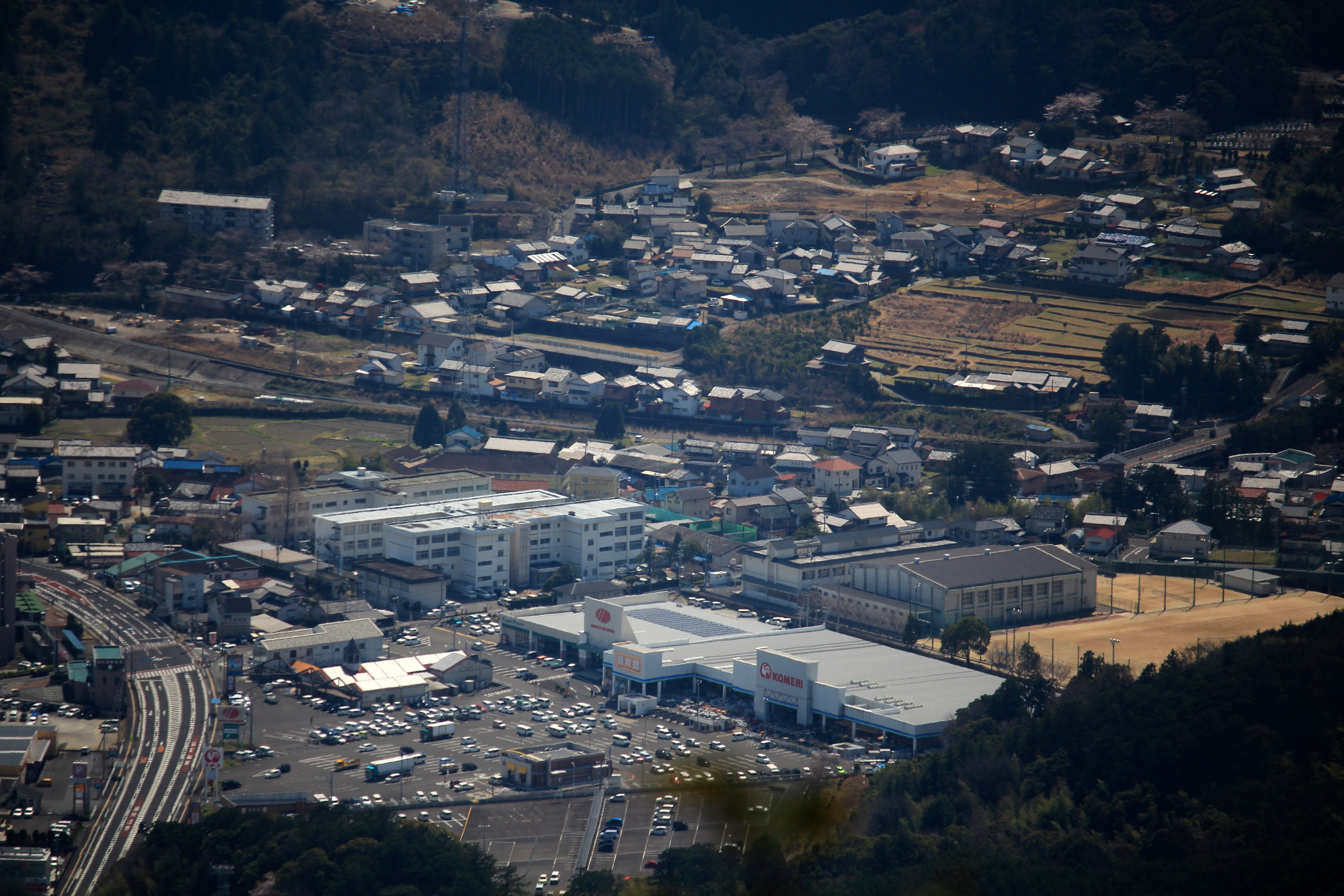
便石山から見下ろす学校周辺、東側に国道42号が通る

- 津家庭裁判所尾鷲出張所（尾鷲簡易裁判所併設）
- 仲氏館跡
- 尾鷲市立図書館

## 著名な出身者
- 西田厚聰 - 実業家
- 石田登星 - 俳優